# Polysciera manleyi
Polysciera manleyi är en fjärilsart som beskrevs av John Henry Leech 1900. Polysciera manleyi ingår i släktet Polysciera och familjen nattflyn. Inga underarter finns listade i Catalogue of Life.